# Lively-eiland
Lively-eiland (En.: Lively Island) is een van de Falklandeilanden. Het ligt ten oosten van Oost-Falkland. Het is het grootste rat-vrije eiland van de archipel.
Op het eiland is een schapenboerderij te vinden.